# گمینا شویدوین
گمینا شویدوین (به لهستانی:  Gmina Świdwin) یک گمینا در لهستان است که در شهرستان شویدوین واقع شده‌است. گمینا شویدوین ۲۴۷٫۳۴ کیلومتر مربع مساحت و ۶٬۲۰۲ نفر جمعیت دارد.